# Miséricorde
Miséricorde is een Frans-Spaans-Portugese thriller uit 2024, geschreven en geregisseerd door Alain Guiraudie. De hoofdrollen worden vertolkt door Félix Kysyl, Catherine Frot en Jacques Develay.

## Verhaal
Jérémy keert terug naar het dorp waar hij zijn jeugd doorbracht om de uitvaart van de plaatselijke bakker bij te wonen. Hij blijft in het dorp hangen en trekt zelfs in bij de weduwe van de bakker, dit zeer tegen de zin van haar zoon Vincent.

## Rolverdeling
| Acteur               | Personage |
| -------------------- | --------- |
| Félix Kysyl          | Jérémy    |
| Catherine Frot       | Martine   |
| Jacques Develay      | priester  |
| Jean-Baptiste Durand | Vincent   |
| David Ayala          | Walter    |

## Productie
De film werd geproduceerd door Charles Gillibert voor CG Cinéma, in coproductie met Scala Films, Arte France Cinéma, Andergraun Films (Spanje) en Rosa Filmes (Portugal).

### Filmopnames
De filmopnames gingen van start op 30 oktober 2023 en werden afgerond op 15 december 2023. De film werd opgenomen in het zuiden van Aveyron, aan de grens met Gard.

## Release en ontvangst
Miséricorde ging op 20 mei 2024 in première op het Filmfestival van Cannes waar hij werd genomineerd voor de Queer Palm. De film kreeg positieve kritieken van de filmcritici, met een score van 100% op Rotten Tomatoes, gebaseerd op 18 beoordelingen.

## Prijzen en nominaties
De belangrijkste:
| Jaar | Prijs                   | Categorie  | Genomineerde(n) | Uitslag     |
| ---- | ----------------------- | ---------- | --------------- | ----------- |
| 2024 | Filmfestival van Cannes | Queer Palm | Queer Palm      | Genomineerd |